# Geitoneura insula
Geitoneura insula är en fjärilsart som beskrevs av Burns 1951. Geitoneura insula ingår i släktet Geitoneura och familjen praktfjärilar. Inga underarter finns listade i Catalogue of Life.